# Jazon z gwiezdnego patrolu
Jazon z gwiezdnego patrolu (ang. Jason of Star Command) – amerykański serial science fiction. Nakręcono dwa sezony w latach 1978-1979, liczące 28 odcinków.

## Obsada
Lista obejmuje aktorów, którzy wystąpili w co najmniej 12 spośród 28 odcinków serialu.
- Craig Littler – Jazon (wszystkie 28 odcinków)
- Sid Haig – Smok/Dragon (28 odcinków)
- Charlie Dell – profesor E.J.Parsafoot (28 odcinków)
- Lou Scheimer – narrator (28 odcinków)
- Susan Pratt – kpt. Nicole Davidoff (16 odcinków)
- James Doohan – kmdr Canarvin (16 odcinków)
- John Russell – komandor (12 odcinków)
- Tamara Dobson – Samantha (12 odcinków)
- Erika Scheimer – drugi narrator (12 odcinków)